# 1996 OO1
1996 OO1 är en asteroid i huvudbältet som upptäcktes den 20 juli 1996 av Beijing Schmidt CCD Asteroid Program vid Xinglong-observatoriet.
Asteroiden har en diameter på ungefär 14 kilometer och den tillhör asteroidgruppen Emma.